# Административный центр
Администрати́вный центр — официальный главный населённый пункт (город, село и так далее) любого административного образования первого, второго или третьего уровня (такого как область, край, автономная республика, провинция, штат, департамент).

## История
В различные периоды развития цивилизации, создания государств в различных частях мира, человечество (люди) концентрировалось в наиболее привлекательных для жизни местах, то есть создавали поселения (крепости, города, сёла и так далее) где сосредотачивалась правящая верхушка (знать) которая создавала органы управления государствами, так появлялись центры администрации, том или иным краем (страной, регионом, и так далее).
В административном центре, как правило, располагаются государственные органы власти и управления местного уровня:
- резиденция главы территории (главы, начальника, префекта, губернатора и так далее);
- территориальный законодательный орган (местный совет, рада, парламент и так далее);
- начальники управления подразделений соответствующих государственных министерств, ведомств, органов, служб и так далее.

Административный центр имеет инфраструктуру, которая связывает его с другими населёнными пунктами, обладает достаточным экономическим, культурным, кадровым потенциалом для осуществления управленческих функций. Поэтому во многих странах административными центрами являются, как правило, крупнейшие поселения в соответствующем регионе.
При этом не всегда административный центр входит в это административно-территориальное образование. Так, например, Москва, Санкт-Петербург, Киев и Минск не входят в области, ими возглавляемые, Оренбург и Новосибирск не входят в одноимённые районы, образуя городские округа.
Главный город независимого суверенного государства называется столицей.

## Российская Федерация — Россия

### Федеральный округ
Федеративное устройство России делит её на несколько федеральных округов. У каждого такого округа существует свой административный центр («столица»), в котором сосредоточены федеральные органы власти, суды, экономические и промышленные центры. В каждом административном центре расположено полномочное представительство Президента России данного федерального округа. Такая централизованность власти отличает «столицу» округа от остальных городов. Зачастую административные центры — это города-миллионники с наиболее развитой социально экономической инфраструктурой:
- Санкт-Петербург — административный центр Северо-Западного федерального округа;
- Новосибирск — административный центр Сибирского федерального округа;
- Екатеринбург — административный центр Уральского федерального округа;
- Нижний Новгород — административный центр Приволжского федерального округа;
- Ростов-на-Дону — административный центр Южного федерального округа;
- Пятигорск — административный центр Северо-Кавказского федерального округа.
- Владивосток — административный центр Дальневосточного федерального округа.
- Москва — столица России и административный центр Центрального федерального округа.

### Субъект России
Статус городов, как административных центров субъектов Российской Федерации — России, определён местным законодательством. Пример — закон Тверской области «О статусе города Твери — административного центра Тверской области».
В Московской области административный центр не определён, фактически им является Москва, при этом город является отдельным субъектом России. Часть полномочий административного центра области возложена на Красногорск.

Итак, административный центр субъекта — это городской округ или город федерального значения, наделенные федеральными законами или законами субъектов столичным статусом, в котором располагаются органы государственной власти субъекта РФ и территориальные органы федеральных органов власти, а также выполняющие специальные функции, отражающие «столичный» статус города как экономического, транспортного, научного (учебно-образовательного), культурного (туристического), социального, демографического центра субъекта РФ.— Тепляков Д. О. , Рзаев Р. Т. Понятие и признаки административного центра субъекта Российской Федерации в российском законодательстве

### Муниципальное образование
В Российской Федерации в Федеральном законе «Об общих принципах организации местного самоуправления в Российской Федерации» в Статье 2. Основные термины и понятия. Даётся такое определение:
«административный центр сельского поселения, муниципального района, городского округа — населённый пункт, который определён с учётом местных традиций и сложившейся социальной инфраструктуры и в котором в соответствии с законом субъекта Российской Федерации находится представительный орган соответствующего муниципального образования».
Несмотря на это определение, уставами многих городских округов и городских поселений России прописывается административный центр этих муниципальных образований.

## СССР
В Союзе ССР:
- Райцентр — районный центр (административный центр района)
- Административный центр — центр области, автономной области, автономного округа или края.

По историческим причинам в СССР административные центры всех союзных республик, а также автономных республик РСФСР, ГССР, УзССР не вполне корректно назывались «столицами».